# 관료제 (책)
《관료제》(영어: Bureaucracy)는 루트비히 폰 미제스가 1944년에 쓴 책이다. 그는 이 책에서 관료제 그 자체만을 맹비난하는 사람들의 태도에 문제가 있으며, 관료제의 문제 원인으로 정부의 경제 개입을 들고 있다. 또한 이윤 관리와 관료적 관리를 나누어 고찰한 뒤, 관료제화를 체계적으로 분석하고 있다. 나아가 민주 국가의 국민들은 사회주의와 개입주의, 관료제화의 문제점을 인식해야 하며, 경제 문제에 대한 관심과 상식을 가져야 시민의 권리와 의무를 다하는 것이라고 역설한다.

## 해설
미제스에 따르면, 관료제는 치안 및 사법(司法)과 같은 일정 인간 활동 영역들을 관리하는 적합한 방법이다. 이런 것은 성격상 이윤 관리로 처리될 수가 없다. 많은 사람들이 관료제에 대해 통렬하게 비난하고 있지만, 그러한 비난은 요점을 놓치고 있다. 그러한 현상의 전개에 대해 관료제나 관료들이 책임져야 할 것이 아니고 그 원인은 다른 곳에서 찾아야 한다. 관료제란 업무를 수행한 결과이자 징후일 뿐, 그러한 문제의 뿌리는 훨씬 더 깊다. 관료제나 관료들이 문제를 지니고 있는 것이 아니라 정부의 경제 통제에 문제가 있다. 미제스는 범죄인은 관료제나 관료가 아니라 정치 및 경제 체제라는 점을 이 책에서 설득력 있게 제시하고 있다.
오늘날 관료제의 문제점은 관료적 방식으로 처리해서는 안 될 일에 정부가 개입한다는 점이다. 경제적 생산과 분배 체제에는 관료제가 사용되어서는 안 된다. 오늘날 심하게 나타나는 관료적 경직성으로의 추세는 기업 활동에 대한 정부 개입의 결과다. 그것은 사회의 경제 조직의 틀에서 이윤 동기가 수행하는 역할을 제거하려는 정책들의 결과다. 다시 말해 정책들이, 정치 및 경제 체제가, 정부의 경제 통제가 관료제화와 관료주의를 야기한다.
사회주의, 개입주의, 관료주의의 경향은 혁명에 의해서 그렇게 된 것이 아니다. 의회가, 더 나아가서는 유권자가 그렇게 만들었다. 미제스는 시민들이 경제 문제를 전문가들에게 맡기고 스스로 관심을 가지지 않는 것은 시민의 권리와 의무를 포기하는 것이라고 주장한다. 민주 국가 국민들은 경제 문제에 대한 상식을 갖출 의무가 있다. 사회주의와 개입주의의 심각한 폐해를 알 수 있고, 관료제화를 막을 수 있다. 미제스가 강조하듯이 관료제화를 막기 위해서는 국민 경제 교육이 중요하다.

## 서지 정보
- 황수연 역, 2009년, 지식을만드는지식[깨진 링크(과거 내용 찾기)] ISBN 978-89-6406-359-0

## 같이 보기
- 자유방임주의